# Angles (peuple)
 (octobre 2024).
Pour les articles homonymes, voir Angles.
Le peuple des Angles (en latin gens Anglorum), qui donne son nom aux Anglais et à l’Angleterre, est d’origine germanique, provenant probablement de la péninsule d’Angeln dans l’actuel Schleswig, en Allemagne, ou bien de l’Angrie, autre région historique de l’Allemagne, située plus au sud.
Durant les années 449-455, le roi breton Vortigern fit appel aux Angles pour combattre à ses côtés contre les Pictes. Les écrits des Chroniques anglo-saxonnes révèlent comment les Angles, couronnés de succès, décrivaient leur ancienne terre natale : « From Anglia, which has ever since remained waste between the Jutes and the Saxons, came the East Angles, the Middle Angles, the Mercians, and all of those north of the Humber. » (« Les Angles de l'est, les Moyens-Angles, les Merciens et tous ceux de la Northumbrie vinrent d'Anglie, qui est depuis laissée abandonnée entre Jutes et les Saxons. »)

## Sources

### Sources écrites
Les historiens disposent de deux sources majeures mais postérieures sur les ancêtres protohistoriques des Angles :
- l’Histoire ecclésiastique du peuple anglais de Bède le Vénérable, achevée vers 733 ;
- la Chronique anglo-saxonne, plus tardive et rendant surtout compte de la succession des rois et des calamités de la période anglo-saxonne dans les royaumes du Sud de l'île.

À ces sources, il faut ajouter l’Histoire rédigée par un Breton au VIe siècle, qui dépeint les Angles comme des envahisseurs sanguinaires et qui n’épargne pas non plus, d’ailleurs, les rois de son peuple, qualifiés de « tyrans » :
- De excidio et conquestu Britanniae (De la ruine et de la conquête de la Bretagne), écrite dans les années 540 par saint Gildas.

Enfin, bien que tardive et n’étant pas une source historique à proprement parler, l’épopée du Beowulf, qui s’appuie sur la tradition orale pour décrire les succès d'un Angle de l’Est (?) au service d’un roi danois, Hrothgar, rend compte de l’imaginaire païen et héroïque de l’aristocratie anglaise au VIIe siècle.

### Sources archéologiques
Les sources archéologiques de la période anglo-saxonne nous renseignent surtout sur les premiers établissements germaniques dans l’île de Bretagne.
- Près de Mucking, aux bouches de la Tamise, ont été découverts des ensembles de plusieurs centaines de huttes à demi souterraines, caractéristiques des Ve – VIe siècles. Ces dernières auraient servi vers 400 à loger des mercenaires chargés par Rome de protéger Londres.
- De nombreuses sépultures de cette période montrent une parenté incontestable avec celles découvertes dans le nord de l’Allemagne et au sud de la péninsule danoise. Notamment, des urnes d’incinération est-angliennes du Ve siècle auraient été fabriquées en Saxe.

## Histoire
Selon Bède le Vénérable, les Angles vinrent avec des contingents de Jutes et de Saxons pour répondre à l'appel du roi breton Vortigern en 449 : les territoires sur lesquels régnait ce dernier étaient menacés par les Scots, des envahisseurs venus d'Irlande.
Au contraire, selon l'historien byzantin Procope, les premiers Angles étaient surtout accompagnés de Frisons. La présence de ces derniers est effectivement attestée par l’archéologie.

### Les origines des Angles selon la tradition
(janvier 2023).
- Si vous ne connaissez pas le sujet, laissez ce bandeau (vous pouvez alors contacter les auteurs).
- Si vous supprimez le contenu mis en cause (vous pouvez préalablement contacter les auteurs),

argumentez précisément cette suppression dans la page de discussion
(un manque de référence n'est pas un argument ; une recherche réelle de référence doit avoir été effectuée, être formellement documentée).

Répartition des peuples germaniques au Ier siècle.

Selon la tradition rapportée par les légendes, ils auraient été menés au combat par deux frères Jutes : Hengist et Horsa. Ces premiers rois des Angles sont présentés comme les descendants d'un certain Woden selon l'historiographie médiévale anglo-saxonne et selon la tradition germanique.
Pour Bède et selon la tradition chrétienne, ils seraient venus d'un « angle » (latin angulus) du monde[réf. souhaitée] et auraient servi d'instruments du châtiment divin contre les Bretons hérétiques dans l'« angle » opposé : la future Angleterre (dans cette perspective eschatologique, le monde est alors vu symboliquement comme un carré, dont les angles sont les quatre points cardinaux, et dont Rome, c'est-à-dire l'Église romaine, occupe le centre). 

### L'installation sur l'île de Bretagne

Angles, Saxons, et Jutes en Angleterre vers environ 600 de notre ère.

Quoi qu'il en soit, l'origine géographique exacte des Angles a laissé peu de traces. Leur territoire ancestral le plus probable serait cependant situé selon les Chroniques Anglo-Saxonnes dans l'actuelle baie de Kiel entre le Schlei au sud et le fjord de Flensbourg au nord.
Ces mercenaires ou ces envahisseurs païens s'établirent dans l'île de Bretagne, et bâtirent leurs royaumes par la force au détriment des royaumes bretons. Le retrait des troupes romaines avait laissé ces derniers sans défense, ce qui fut probablement la cause première de l'arrivée des Angles. Dès 410, en effet, les sources latines mentionnent la présence de pirates frisons en mer du Nord et dans la Manche, mais il semble que leur immigration massive n'ait débuté que dans les années 430.

### Les royaumes desVIIe–VIIIesiècles
Au tout début du VIIe siècle, alors que ces peuples germaniques étaient encore païens, il existait une douzaine de royaumes anglo-saxons dans l'île. Parmi ceux-ci, trois se détachèrent :
- le royaume de Northumbrie, dont le peuple est qualifié de peuple des Angles par Bède. Il se situe au nord de la rivière Humber qui constitue une formidable frontière naturelle par sa largeur ;
- le royaume de Mercie, au centre, qui demeura longtemps païen (jusqu'au milieu du VIIe siècle) sous le roi Penda et pour lequel on ignore quelle était la peuplade dominante ;
- le royaume de Wessex (qui tire son nom des Saxons de l'ouest) au sud-ouest

En réalité, à cette époque et plus encore par la suite, un roi dominant s'imposait dans l'île : c'est le cas du roi northumbrien Edwin au VIIe siècle, des rois merciens Æthelbald puis Offa au VIIIe siècle, et enfin du roi du Wessex Egbert au début du IXe siècle.
Aussi, vers 731, Bède le Vénérable a déjà conscience de l'unité anglo-saxonne et il est tout naturel – par sa nationalité et en raison de la renommée de l'Église northumbrienne – qu'il mette surtout en avant le peuple « anglais », par opposition aux Bretons mais aussi probablement aux Saxons et aux Jutes. L'unité du peuple anglais s'entend ainsi comme spirituelle et culturelle, par-delà des différences politiques qu'elle ne remet pas en question.

### La fin des royaumes des Angles
Néanmoins, dès la fin du VIIIe siècle, des envahisseurs nordiques viennent menacer les côtes anglaises et pillent les monastères de Lindisfarne (793), Jarrow (le monastère de Bède, en 794) et Iona (en 795). Ceux-ci accomplissent des progrès militaires tout au long du IXe siècle. En 879, les Danois de Guthrum, lequel vient de recevoir le baptême, s'installent définitivement dans l'Anglie orientale (Est-Anglia), alors que les Vikings norvégiens atteignent York. C'est la fin, à proprement parler, des « royaumes des Angles ».

## Les royaumes des Angles
Selon Bède, les royaumes peuplés par les Angles étaient :
- l'Est-Anglie ou « royaume des Angles de l'Est » ;
- la Mercie ou « royaume des Angles du milieu » ;
- la Northumbrie, réunissant les royaumes de Deira et de Bernicie.

En réalité, il est quasiment certain que les populations de ces royaumes étaient très mélangées. Sans doute se considéraient-ils comme des Angles en raison de la dynastie régnante, compte tenu de l'importance qu'avaient les liens personnels pour les Saxons. Les cadres du pouvoir, plus qu'une quelconque homogénéité ethnique, peuvent expliquer cette notion d'identité. De plus, chez Bède, le latin natio (qui désigne une ethnie) est rarement employé, en tous cas non pour désigner les habitants des royaumes des Angles.
Parmi ces « royaumes des Angles », deux méritent une attention particulière :
- la Northumbrie : le terme désigne les terres au nord du fleuve Humber. Elle se distingue à travers le rayonnement culturel de sa capitale, York, dès le synode de Whitby, en 664 et plus encore à l'époque de Bède. L'école archi-épiscopale de York est fondée par l'archevêque Egbert d'York, pupille du précédent, et devient une pépinière de missionnaires anglais. Par la suite, la renommée de l'école atteint le continent sous la direction d'Alcuin. Ce dernier, à l'invitation de Charlemagne qu'il rencontre à Rome, devient le responsable de l'école du Palais et participe ainsi à la renaissance carolingienne ;
- le royaume des Angles de l'est ou Est-Anglie est surtout connu pour la découverte d'une tombe royale à Sutton Hoo. Celle-ci a été attribuée à Rædwald, de la dynastie des Wuffingas. C'est à cette dynastie qu'appartiendrait le héros du poème épique Beowulf. Si l'attribution de la nécropole de Sutton Hoo à l'un des rois angles dont le règne est attesté par Bède demeure une hypothèse, il n'en demeure pas moins que cette tombe a livré quelques magnifiques œuvres d'art germaniques très proches du style suédois. Ce témoignage archéologique exceptionnel ferait donc pencher la balance en faveur d'une origine danoise des Angles. En même temps, la présence d'une pièce d'orfèvrerie gauloise montre les rapports qu'il y avait dès cette époque entre les Anglo-Saxons et les Francs.

## Autres Angles
Comme nombre de peuples, les Angles n'étaient pas un peuple monolithique. On en retrouve des rameaux ailleurs qu'en Angleterre. Ainsi une petite tribu s'est établie au Haut Moyen Âge dans le Haut-Poitou, à Angles-sur-l'Anglin, donnant son nom à un village et à une rivière.[réf. nécessaire]